# زیستگاه صخره‌ای قوچعلی ۶
زیستگاه صخره‌ای قوچعلی ۶ مربوط به دوران پیش از تاریخ ایران باستان است و در شهرستان ایلام، ۲ کیلومتری تنگه قوچعلی واقع شده و این اثر در تاریخ ۱۴ مرداد ۱۳۸۲ با شمارهٔ ثبت ۹۵۳۹ به‌عنوان یکی از آثار ملی ایران به ثبت رسیده است.